# Olivier Fréget
Olivier Fréget, né le 9 novembre 1965 à Fontainebleau, est un juriste français, avocat spécialisé dans le secteur de la concurrence et de la régulation sectorielle et également essayiste. Il est chargé d’enseignement en droit de la concurrence à Sciences Po.

## Carrière professionnelle
Titulaire d’un Diplôme de 3e cycle en droit international privé et droit commercial international délivré par l’Université Panthéon-Sorbonne, Olivier Fréget est tout d'abord conseil juridique puis avocat. Il est successivement membre de plusieurs cabinets internationaux (Arthur Andersen, Archibald Andersen, Bird and Bird) puis il rejoint en 2005, le prestigieux cabinet international Allen & Overy, l'un des Magic Circle, avant de fonder en mai 2014 avec Charlotte Tasso de Panafieu, le Cabinet Fréget – Tasso de Panafieu (FTDP Avocats),, spécialisé dans les litiges relatifs à la régulation des marchés. Olivier Fréget est également membre du Think tank, le Club des juristes.

## Domaines et secteurs

### Ouverture des marchés
Olivier Fréget  est spécialisé dans le domaine de l’ouverture des marchés,, notamment dans des secteurs ciblés : énergie et télécom,. Olivier Fréget a aussi pris position sur la problématique des VTC et les géants du web,,.L'avocat prend aussi position sur les questions de réglementation, le cas de la Cour de Justice Européenne s'étant prononcé contre la règlementation des prix de l'énergie fixés par l'État Français en est un exemple : il s'était déjà déposé un contentieux auprès du Conseil d'État en France en 2013 pour le compte de l'Association nationale des opérateurs détaillants en énergie (Anode), intégrant la concurrence à l'opérateur historique.

### Thème de prédilection de l’auteur : l'Ordolibéralisme
Olivier Fréget se présente, dans son ouvrage, mais aussi dans ses publications en ligne, comme un défenseur de l’Ordolibéralisme, doctrine politique et philosophique allemande à la base de « l’Économie sociale de marché»  et qui a constitué l’un des fondements du Droit de l'Union européenne et notamment le droit de la concurrence (dans l'Union européenne), principe politique se situant entre le principe libéral et l’interventionnisme de l’État.

## Débats

### Nouvelle économie
Son domaine d’intervention prête à polémique essentiellement à cause de la politique sociale et économique en France qui semble difficilement s’adapter à ce que l’on nomme (à tort ou à raison) l’uberisation de l’économie.  Ce modèle appelé économie collaborative devrait nous amener, selon lui, à « réévaluer » les règlementations économiques existantes. Les nombreux rassemblements des taxis remettant en cause l’expansion des VTC  sur le territoire national considérées comme une concurrence déloyale en est l’expression la plus significative. 
Notons qu’il existe aussi des prises de position en faveur de cette « nouvelle économie » ayant pour principaux arguments l’adaptation aux nouveaux enjeux économiques, à la possibilité pour les particuliers de développer leur pouvoir d’achat, etc. Par ailleurs, en ce qui concerne la France, de nouveaux types de taxations viennent accompagner le développement de cette économie collaborative pour assurer une concurrence plus juste. 

### L’ordolibéralisme
Dans une émission diffusée sur BFM, son ouvrage a été traité sous plusieurs angles, dont celui d’une critique d’un libéralisme pur (laisser faire – laisser aller) sous-jacent dans ses propos.
L’avocat se défend d’adhérer à une vision "ultra-libérale" de l’économie. Il affirme au contraire vouloir défendre une position se situant entre une liberté d’entreprendre appuyée par des politiques publiques allant dans ce sens et une intervention de l’État limitée mais nécessaire pour assurer un juste équilibre entre les acteurs économiques, aussi bien dans l’intérêt de ces derniers, mais aussi des consommateurs.